# بيل كلاي (لاعب كرة قاعدة)
بيل كلاي (بالإنجليزية: Bill Clay)‏ هو لاعب كرة قاعدة أمريكي، ولد في 23 نوفمبر 1874 في بالتيمور في الولايات المتحدة، وتوفي في 12 أكتوبر 1917 في يورك في الولايات المتحدة.

## وصلات خارجية
- بيل كلاي على موقعبيزبول رفرنس.كوم (الدوري الرئيسي) (الإنجليزية)
- بيل كلاي على موقعبيزبول رفرنس.كوم (الدوري الثانوي) (الإنجليزية)